# Kungsäng
En kungsäng var en plats med kronogods – till exempel fanns på Kungsängen söder om Uppsala (växtplats för kungsängsliljan) en kungsladugård. En nyare benämning på kungsäng är kronoäng.